# ادبیات داستانی بزرگسالان

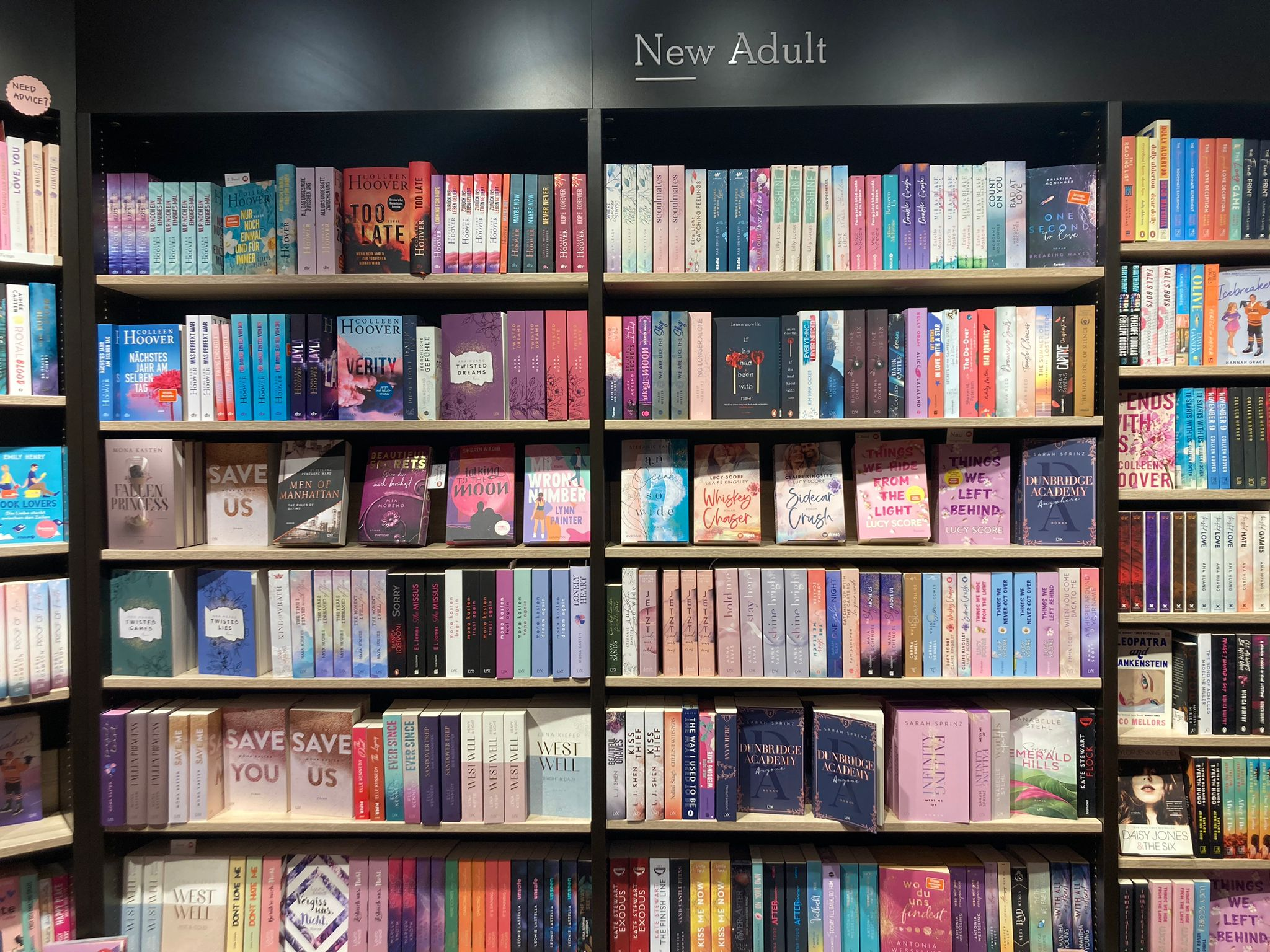
Department with New adult books in a German bookstore (2023)

ادبیات داستانی بزرگسالان (انگلیسی: New adult fiction) گونه‌ای از ادبیات داستانی بسط‌یافته با کارکترها و شخصیت‌های اصلی دارای ردهٔ سنی ۱۸ تا ۳۰ ساله می‌باشد. انتشارات سینت مارتین در سال ۲۰۰۹ میلادی برای نخستین مرتبه از این عنوان استفاده نمود و طی فراخوانی که برای طبقه‌بندی گروه جدیدی از عنوان‌های ادبی ایجاد نمود، سرانجام به این عنوان ادبیات داستانی بزرگسالان دست یافت و به آن رسمیت بخشید. ناشرانی که در بخش ادبیان جوانان نیز فعال هستند از جمله دوستداران و طرفداران این ژانر محسوب می‌گردند چرا که این دسته‌بندی، مخاطب گسترده‌تری را زیر چتر خود گِرد می‌آورد. ویژگی‌های اصلی این دسته از داستان‌های ادبی بزرگسالان که منجر به تمایز آن از داستان‌های جوانان می‌گردد در آن است که چشم‌انداز زندگی کارکتر اصلی به سمت محو شدن از معصومیت کودکی و کشف تجربیات چالش‌برانگیز زندگی بزرگسالی سوق می‌یابد که حاصلی جز به ارمغان آوردن بینش درونی ندارد و این همان موضوعی است که ادبیات جوانان و نوجوانان، عموماً فاقد آن است.
ادبیات داستانی بزرگسالان، طی چند سال اخیر و به ویژه از طریق کتاب‌هایی از نویسندگان پرفروش همانند کالین هوور، جیمی مگوایر، آنا تاد، جنیفر ال. آرمن‌تروت و کورا کورمک به شهرت بسزایی دست یافت. این ژانر در ابتدا، با انتقادات چندی نیز روبرو گردید زیرا برخی عنوان می‌داشتند که این ایده و ژانر، صرفاً یک طرح برای بازاریابی است. برخی نیز معتقد بودند که این روند اصلاحات در ژانرهای ادبی ضروری و اجتناب‌ناپذیر است. یک بازاریاب انتشارات هارپرکالینز ادعا می‌کند که اینگونه برچسب‌گذاری کاملاً مناسب است چرا که به والدین و کتابفروشی‌ها و همین‌طور خوانندگان علاقمند این امکان را می‌دهد که بدانند درون کتاب‌هایی که چنین برچسبی را دارند، چگونه مطالبی درج گردیده‌است و کتاب، به‌طور مشخص متعلق به چه طیفی از خوانندگان است.

## بن‌مایه
مضمون و بن‌مایه ادبیات داستانی بزرگسالان معمولاً به روابط و موضوعاتی می‌پردازد که در حد فاصل داستان‌های مربوط به جوانان و بزرگسالان قرار می‌گیرد. 
بسیاری از موضوعات پوشش یافته در داستان‌های جوانان مثل هویت، گرایش جنسی‌، افسردگی، خودکشی‌، استفاده از مواد مخدر و الکل، مشکلات خانوادگی و قلدری در داستان های تازه-بزرگسالان هم نمود دارد اما موضوعات فرعی متفاوت مطرح شده در این دسته، باعث مجزا شدن آن از دسته داستانهای جوانان می‌شود. 
به موضوعات ذیل می‌توان به عنوان مثال‌های رایج در این نوع ادبیات داستانی اشاره کرد:
- اولین شغل
- شروع دانشگاه
- نامزدی و ازدواج
- تشکیل خانواده
- دوستی‌‌ها و زمان بعد از فراغت از تحصیل دبیرستان
- خدمت سربازی
- استقلال مالی‌
- زندگی‌ دور از خانهٔ پدری برای اولین بار
- توانمندسازی
- معصومیت از دست رفته
- ترس از شکست.